# Tecate/Telmex Monterrey Grand Prix 2002
Tecate/Telmex Monterrey Grand Prix 2002 var säsongspremiär för CART World Series 2002. Racet kördes den 10 mars på Fundiora Park i Monterrey, Mexiko. Startfältet var uttunnat jämfört med 2001 års säsong, och bara 20 bilar var på plats, vilket var ett tecken på att CART:s övertag mot IRL i stort sett var borta. Flera av teamen hade dessutom stora ekonomiska problem i den ekonomiska kris som följde 11 september-attackerna 2001. Cristiano da Matta vann tävlingen för andra året i rad. Precis som 2001 kom han starkt under racets gång, utan att övertyga i kvalet. Dario Franchitti och Christian Fittipaldi var övriga förare på prispallen.

## Slutresultat
| Plats | Förare               | Team                | Grid | Kvaltid  |
| ----- | -------------------- | ------------------- | ---- | -------- |
| 1     | Cristiano da Matta   | Newman/Haas Racing  | 5    | 1.19,275 |
| 2     | Dario Franchitti     | Team KOOL Green     | 2    | 1.19,202 |
| 3     | Christian Fittipaldi | Newman/Haas Racing  | 4    | 1.19,270 |
| 4     | Michel Jourdain Jr.  | Team Rahal          | 6    | 1.19,326 |
| 5     | Alex Tagliani        | Forsythe Racing     | 3    | 1.19,241 |
| 6     | Scott Dixon          | PacWest Racing      | 14   | 1.20,224 |
| 7     | Patrick Carpentier   | Forsythe Racing     | 17   | 1.20,712 |
| 8     | Paul Tracy           | Team KOOL Green     | 19   | 1.22,347 |
| 9     | Max Papis            | Sigma Autosport     | 18   | 1.21,992 |
| 10    | Oriol Servià         | PacWest Racing      | 11   | 1.19,978 |
| 11    | Bruno Junqueira      | Chip Ganassi Racing | 7    | 1.19,480 |
| 12    | Michael Andretti     | Team Motorola       | 16   | 1.20,473 |
| 13    | Adrián Fernández     | Fernández Racing    | 1    | 1.18,929 |
| 14    | Tora Takagi          | Walker Racing       | 15   | 1.20,400 |
| 15    | Shinji Nakano        | Fernández Racing    | 20   | 1.20,419 |
| 16    | Tony Kanaan          | Mo Nunn Racing      | 13   | 1.19,985 |
| 17    | Mario Domínguez      | Herdez Competition  | 12   | 1.19,982 |
| 18    | Kenny Bräck          | Chip Ganassi Racing | 8    | 1.19,491 |
| 19    | Townsend Bell        | Patrick Racing      | 9    | 1.19,682 |
| 20    | Jimmy Vasser         | Team Rahal          | 10   | 1.19,832 |